# Albo d'oro della UEFA Europa League
Questa voce riporta un approfondimento sull'albo d'oro dell'UEFA Europa League.

## Albo d'oro
| Stagione | Data      | Nazionalità della squadra vincitrice | Vincitore (numero vittorie) | Finalista perdente  | Risultato             | Sede della finale                       | Spettatori |
| -------- | --------- | ------------------------------------ | --------------------------- | ------------------- | --------------------- | --------------------------------------- | ---------- |
| 1971-72  | 3 maggio  | Inghilterra                          | Tottenham                   | Wolverhampton       | 2-1                   | Wolverhampton - Molineux Stadium        | 45 000     |
| 1971-72  | 17 maggio | Inghilterra                          | Tottenham                   | Wolverhampton       | 1-1                   | Londra - White Hart Lane                | 54 000     |
| 1972-73  | 10 maggio | Inghilterra                          | Liverpool                   | Borussia M'gladbach | 3-0                   | Liverpool - Anfield                     | 41 169     |
| 1972-73  | 23 maggio | Inghilterra                          | Liverpool                   | Borussia M'gladbach | 0-2                   | Mönchengladbach - Bökelbergstadion      | 35 000     |
| 1973-74  | 22 maggio | Paesi Bassi                          | Feyenoord                   | Tottenham           | 2-2                   | Londra - White Hart Lane                | 46 281     |
| 1973-74  | 29 maggio | Paesi Bassi                          | Feyenoord                   | Tottenham           | 2-0                   | Rotterdam - Stadion Feijenoord          | 59 000     |
| 1974-75  | 7 maggio  | Germania                             | Borussia M'gladbach         | Twente              | 0-0                   | Düsseldorf - Rheinstadion               | 42 000     |
| 1974-75  | 21 maggio | Germania                             | Borussia M'gladbach         | Twente              | 5-1                   | Enschede - Diekman Stadion              | 21 000     |
| 1975-76  | 28 aprile | Inghilterra                          | Liverpool (2)               | Club Bruges         | 3-2                   | Liverpool - Anfield                     | 56 000     |
| 1975-76  | 19 maggio | Inghilterra                          | Liverpool (2)               | Club Bruges         | 1-1                   | Bruges - Olympiastadion                 | 32 000     |
| 1976-77  | 4 maggio  | Italia                               | Juventus                    | Athletic Bilbao     | 1-0                   | Torino - Stadio Comunale                | 75 000     |
| 1976-77  | 18 maggio | Italia                               | Juventus                    | Athletic Bilbao     | 1-2                   | Bilbao - San Mamés                      | 43 000     |
| 1977-78  | 26 aprile | Paesi Bassi                          | PSV                         | Bastia              | 0-0                   | Bastia - Stade Armand Cesari            | 15 000     |
| 1977-78  | 9 maggio  | Paesi Bassi                          | PSV                         | Bastia              | 3-0                   | Eindhoven - Philips Stadion             | 27 000     |
| 1978-79  | 9 maggio  | Germania                             | Borussia M'gladbach (2)     | Stella Rossa        | 1-1                   | Belgrado - Stadion Crvena Zvezda        | 87 000     |
| 1978-79  | 23 maggio | Germania                             | Borussia M'gladbach (2)     | Stella Rossa        | 1-0                   | Düsseldorf - Rheinstadion               | 45 000     |
| 1979-80  | 7 maggio  | Germania                             | Eintracht Francoforte       | Borussia M'gladbach | 2-3                   | Mönchengladbach - Bökelbergstadion      | 25 000     |
| 1979-80  | 21 maggio | Germania                             | Eintracht Francoforte       | Borussia M'gladbach | 1-0                   | Francoforte - Waldstadion               | 59 000     |
| 1980-81  | 6 maggio  | Inghilterra                          | Ipswich Town                | AZ Alkmaar          | 3-0                   | Ipswich - Portman Road                  | 27 532     |
| 1980-81  | 20 maggio | Inghilterra                          | Ipswich Town                | AZ Alkmaar          | 2-4                   | Amsterdam - Olympisch Stadion           | 28 500     |
| 1981-82  | 5 maggio  | Svezia                               | IFK Göteborg                | Amburgo             | 1-0                   | Göteborg - Ullevi                       | 42 548     |
| 1981-82  | 19 maggio | Svezia                               | IFK Göteborg                | Amburgo             | 3-0                   | Amburgo - Volksparkstadion              | 60 000     |
| 1982-83  | 4 maggio  | Belgio                               | Anderlecht                  | Benfica             | 1-0                   | Bruxelles - Heysel                      | 55 000     |
| 1982-83  | 18 maggio | Belgio                               | Anderlecht                  | Benfica             | 1-1                   | Lisbona - Estádio da Luz                | 80 000     |
| 1983-84  | 9 maggio  | Inghilterra                          | Tottenham (2)               | Anderlecht          | 1-1                   | Bruxelles - Constant Vanden Stock       | 40 000     |
| 1983-84  | 23 maggio | Inghilterra                          | Tottenham (2)               | Anderlecht          | 1-1 (dts) (4-3 dtr)   | Londra - White Hart Lane                | 46 205     |
| 1984-85  | 8 maggio  | Spagna                               | Real Madrid                 | Videoton            | 3-0                   | Székesfehérvár - Sóstói Stadion         | 30 000     |
| 1984-85  | 22 maggio | Spagna                               | Real Madrid                 | Videoton            | 0-1                   | Madrid - Stadio Santiago Bernabéu       | 90 000     |
| 1985-86  | 30 aprile | Spagna                               | Real Madrid (2)             | Colonia             | 5-1                   | Madrid - Stadio Santiago Bernabéu       | 85 000     |
| 1985-86  | 6 maggio  | Spagna                               | Real Madrid (2)             | Colonia             | 0-2                   | Berlino - Olympiastadion                | 15 000     |
| 1986-87  | 6 maggio  | Svezia                               | IFK Göteborg (2)            | Dundee Utd          | 1-0                   | Göteborg - Ullevi                       | 50 023     |
| 1986-87  | 20 maggio | Svezia                               | IFK Göteborg (2)            | Dundee Utd          | 1-1                   | Dundee - Tannadice Park                 | 20 911     |
| 1987-88  | 4 maggio  | Germania                             | Bayer Leverkusen            | Espanyol            | 0-3                   | Barcellona - Sarriá                     | 42 000     |
| 1987-88  | 18 maggio | Germania                             | Bayer Leverkusen            | Espanyol            | 3-0 (dts) (3-2 dtr)   | Leverkusen - Ulrich-Haberland           | 22 000     |
| 1988-89  | 3 maggio  | Italia                               | Napoli                      | Stoccarda           | 2-1                   | Napoli - Stadio San Paolo               | 83 000     |
| 1988-89  | 17 maggio | Italia                               | Napoli                      | Stoccarda           | 3-3                   | Stoccarda - Neckarstadion               | 67 000     |
| 1989-90  | 2 maggio  | Italia                               | Juventus (2)                | Fiorentina          | 3-1                   | Torino - Stadio Comunale Vittorio Pozzo | 45 000     |
| 1989-90  | 16 maggio | Italia                               | Juventus (2)                | Fiorentina          | 0-0                   | Avellino - Stadio Partenio              | 32 000     |
| 1990-91  | 8 maggio  | Italia                               | Inter                       | Roma                | 2-0                   | Milano - Stadio Giuseppe Meazza         | 68 887     |
| 1990-91  | 22 maggio | Italia                               | Inter                       | Roma                | 0-1                   | Roma - Stadio Olimpico                  | 70 901     |
| 1991-92  | 29 aprile | Paesi Bassi                          | Ajax                        | Torino              | 2-2                   | Torino - Stadio delle Alpi              | 65 377     |
| 1991-92  | 13 maggio | Paesi Bassi                          | Ajax                        | Torino              | 0-0                   | Amsterdam - Olympisch Stadion           | 42 000     |
| 1992-93  | 5 maggio  | Italia                               | Juventus (3)                | Borussia Dortmund   | 3-1                   | Dortmund - Westfalenstadion             | 37000      |
| 1992-93  | 19 maggio | Italia                               | Juventus (3)                | Borussia Dortmund   | 3-0                   | Torino - Stadio delle Alpi              | 62 781     |
| 1993-94  | 26 aprile | Italia                               | Inter (2)                   | Salisburgo          | 1-0                   | Vienna - Ernst Happel Stadion           | 47 500     |
| 1993-94  | 11 maggio | Italia                               | Inter (2)                   | Salisburgo          | 1-0                   | Milano - Stadio Giuseppe Meazza         | 80 326     |
| 1994-95  | 3 maggio  | Italia                               | Parma                       | Juventus            | 1-0                   | Parma - Stadio Ennio Tardini            | 22 062     |
| 1994-95  | 17 maggio | Italia                               | Parma                       | Juventus            | 1-1                   | Milano - Stadio Giuseppe Meazza         | 80 754     |
| 1995-96  | 1º maggio | Germania                             | Bayern Monaco               | Bordeaux            | 2-0                   | Monaco di Baviera - Olympiastadion      | 62 000     |
| 1995-96  | 15 maggio | Germania                             | Bayern Monaco               | Bordeaux            | 3-1                   | Bordeaux - Parc Lescure                 | 36 000     |
| 1996-97  | 7 maggio  | Germania                             | Schalke 04                  | Inter               | 1-0                   | Gelsenkirchen - Parkstadion             | 56 000     |
| 1996-97  | 21 maggio | Germania                             | Schalke 04                  | Inter               | 0-1 (dts) (4-1 dtr)   | Milano - Stadio Giuseppe Meazza         | 83 000     |
| 1997-98  | 6 maggio  | Italia                               | Inter (3)                   | Lazio               | 3-0                   | Parigi - Parco dei Principi             | 44 412     |
| 1998-99  | 12 maggio | Italia                               | Parma (2)                   | Olympique Marsiglia | 3-0                   | Mosca - Stadio Lužniki                  | 62 000     |
| 1999-00  | 17 maggio | Turchia                              | Galatasaray                 | Arsenal             | 0-0 (dts) (4-1 dtr)   | Copenaghen - Parken Stadium             | 38 919     |
| 2000-01  | 16 maggio | Inghilterra                          | Liverpool (3)               | Alavés              | 5-4 (dts)             | Dortmund - Westfalenstadion             | 48 050     |
| 2001-02  | 8 maggio  | Paesi Bassi                          | Feyenoord (2)               | Borussia Dortmund   | 3-2                   | Rotterdam - Stadion Feijenoord          | 45 611     |
| 2002-03  | 21 maggio | Portogallo                           | Porto                       | Celtic              | 3-2 (dts)             | Siviglia - Stadio de la Cartuja         | 52 972     |
| 2003-04  | 19 maggio | Spagna                               | Valencia                    | Olympique Marsiglia | 2-0                   | Göteborg - Ullevi                       | 39 000     |
| 2004-05  | 18 maggio | Russia                               | CSKA Mosca                  | Sporting Lisbona    | 3-1                   | Lisbona - Stadio José Alvalade          | 47 085     |
| 2005-06  | 10 maggio | Spagna                               | Siviglia                    | Middlesbrough       | 4-0                   | Eindhoven - Philips Stadion             | 33 100     |
| 2006-07  | 16 maggio | Spagna                               | Siviglia (2)                | Espanyol            | 2-2 (dts) (3-1 dtr)   | Glasgow - Hampden Park                  | 47 602     |
| 2007-08  | 14 maggio | Russia                               | Zenit San Pietroburgo       | Rangers             | 2-0                   | Manchester - City of Manchester Stadium | 43 878     |
| 2008-09  | 20 maggio | Ucraina                              | Šachtar                     | Werder Brema        | 2-1 (dts)             | Istanbul - Stadio Şükrü Saraçoğlu       | 37 357     |
| 2009-10  | 12 maggio | Spagna                               | Atlético Madrid             | Fulham              | 2-1 (dts)             | Amburgo - Imtech Arena                  | 49 000     |
| 2010-11  | 18 maggio | Portogallo                           | Porto (2)                   | Braga               | 1-0                   | Dublino - Aviva Stadium                 | 45 391     |
| 2011-12  | 9 maggio  | Spagna                               | Atlético Madrid (2)         | Athletic Bilbao     | 3-0                   | Bucarest - Arena Națională              | 52 347     |
| 2012-13  | 15 maggio | Inghilterra                          | Chelsea                     | Benfica             | 2-1                   | Amsterdam - Amsterdam ArenA             | 46 163     |
| 2013-14  | 14 maggio | Spagna                               | Siviglia (3)                | Benfica             | 0-0 (dts) (4-2 dtr)   | Torino - Juventus Stadium               | 33 120     |
| 2014-15  | 27 maggio | Spagna                               | Siviglia (4)                | Dnipro              | 3-2                   | Varsavia - Stadion Narodowy             | 45 000     |
| 2015-16  | 18 maggio | Spagna                               | Siviglia (5)                | Liverpool           | 3-1                   | Basilea - St. Jakob-Park                | 34 429     |
| 2016-17  | 24 maggio | Inghilterra                          | Manchester Utd              | Ajax                | 2-0                   | Solna - Friends Arena                   | 46 961     |
| 2017-18  | 16 maggio | Spagna                               | Atlético Madrid (3)         | Olympique Marsiglia | 3-0                   | Décines-Charpieu - Parc OL              | 55 768     |
| 2018-19  | 29 maggio | Inghilterra                          | Chelsea (2)                 | Arsenal             | 4-1                   | Baku - Stadio Olimpico                  | 51 370     |
| 2019-20  | 21 agosto | Spagna                               | Siviglia (6)                | Inter               | 3-2                   | Colonia - RheinEnergieStadion           | 0          |
| 2020-21  | 26 maggio | Spagna                               | Villarreal                  | Manchester Utd      | 1-1 (dts) (11-10 dtr) | Danzica - Stadion Energa Gdańsk         | 9 412      |
| 2021-22  | 18 maggio | Germania                             | Eintracht Francoforte (2)   | Rangers             | 1-1 (dts) (5-4 dtr)   | Siviglia - Stadio Ramón Sánchez-Pizjuán | 38 842     |
| 2022-23  | 31 maggio | Spagna                               | Siviglia (7)                | Roma                | 1-1 (dts) (4-1 dtr)   | Budapest - Puskás Aréna                 | 61 476     |
| 2023-24  | 22 maggio | Italia                               | Atalanta                    | Bayer Leverkusen    | 3-0                   | Dublino - Aviva Stadium                 | 47 135     |
| 2024-25  | 21 maggio | Inghilterra                          | Tottenham (3)               | Manchester Utd      | 1-0                   | Bilbao - Stadio di San Mamés            | 49 224     |
| 2025-26  | 20 maggio |                                      |                             |                     |                       | Istanbul - Vodafone Arena               |            |
| 2026-27  | 26 maggio |                                      |                             |                     |                       | Francoforte sul Meno - Waldstadion      |            |

## Statistiche
Qui sono riportati i vincitori della Coppa UEFA/Europa League secondo le risoluzioni della istituzione di governo del calcio europeo.

### Edizioni vinte e secondi posti per squadra
| Squadra               | Vittorie | Secondi posti | Anni vittorie                            | Anni secondi posti |
| --------------------- | -------- | ------------- | ---------------------------------------- | ------------------ |
| Siviglia              | 7        | 0             | 2006, 2007, 2014, 2015, 2016, 2020, 2023 | -                  |
| Inter                 | 3        | 2             | 1991, 1994, 1998                         | 1997, 2020         |
| Tottenham             | 3        | 1             | 1972, 1984, 2025                         | 1974               |
| Liverpool             | 3        | 1             | 1973, 1976, 2001                         | 2016               |
| Juventus              | 3        | 1             | 1977, 1990, 1993                         | 1995               |
| Atlético Madrid       | 3        | 0             | 2010, 2012, 2018                         | -                  |
| Borussia M'gladbach   | 2        | 2             | 1975, 1979                               | 1973, 1980         |
| Feyenoord             | 2        | 0             | 1974, 2002                               | -                  |
| IFK Göteborg          | 2        | 0             | 1982, 1987                               | -                  |
| Real Madrid           | 2        | 0             | 1985, 1986                               | -                  |
| Parma                 | 2        | 0             | 1995, 1999                               | -                  |
| Porto                 | 2        | 0             | 2003, 2011                               | -                  |
| Chelsea               | 2        | 0             | 2013, 2019                               | -                  |
| Eintracht Francoforte | 2        | 0             | 1980, 2022                               | -                  |
| Manchester Utd        | 1        | 2             | 2017                                     | 2021, 2025         |
| Anderlecht            | 1        | 1             | 1983                                     | 1984               |
| Bayer Leverkusen      | 1        | 1             | 1988                                     | 2024               |
| Ajax                  | 1        | 1             | 1992                                     | 2017               |
| PSV                   | 1        | 0             | 1978                                     | -                  |
| Ipswich Town          | 1        | 0             | 1981                                     | -                  |
| Napoli                | 1        | 0             | 1989                                     | -                  |
| Bayern Monaco         | 1        | 0             | 1996                                     | -                  |
| Schalke 04            | 1        | 0             | 1997                                     | -                  |
| Galatasaray           | 1        | 0             | 2000                                     | -                  |
| Valencia              | 1        | 0             | 2004                                     | -                  |
| CSKA Mosca            | 1        | 0             | 2005                                     | -                  |
| Zenit San Pietroburgo | 1        | 0             | 2008                                     | -                  |
| Šachtar               | 1        | 0             | 2009                                     | -                  |
| Villarreal            | 1        | 0             | 2021                                     | -                  |
| Atalanta              | 1        | 0             | 2024                                     | -                  |
| Benfica               | 0        | 3             | -                                        | 1983, 2013, 2014   |
| Olympique Marsiglia   | 0        | 3             | -                                        | 1999, 2004, 2018   |
| Athletic Bilbao       | 0        | 2             | -                                        | 1977, 2012         |
| Espanyol              | 0        | 2             | -                                        | 1988, 2007         |
| Borussia Dortmund     | 0        | 2             | -                                        | 1993, 2002         |
| Arsenal               | 0        | 2             | -                                        | 2000, 2019         |
| Rangers               | 0        | 2             | -                                        | 2008, 2022         |
| Roma                  | 0        | 2             | -                                        | 1991, 2023         |
| Wolverhampton         | 0        | 1             | -                                        | 1972               |
| Twente                | 0        | 1             | -                                        | 1975               |
| Club Bruges           | 0        | 1             | -                                        | 1976               |
| Bastia                | 0        | 1             | -                                        | 1978               |
| Stella Rossa          | 0        | 1             | -                                        | 1979               |
| AZ Alkmaar            | 0        | 1             | -                                        | 1981               |
| Amburgo               | 0        | 1             | -                                        | 1982               |
| Videoton              | 0        | 1             | -                                        | 1985               |
| Colonia               | 0        | 1             | -                                        | 1986               |
| Dundee Utd            | 0        | 1             | -                                        | 1987               |
| Stoccarda             | 0        | 1             | -                                        | 1989               |
| Fiorentina            | 0        | 1             | -                                        | 1990               |
| Torino                | 0        | 1             | -                                        | 1992               |
| Salisburgo            | 0        | 1             | -                                        | 1994               |
| Bordeaux              | 0        | 1             | -                                        | 1996               |
| Lazio                 | 0        | 1             | -                                        | 1998               |
| Alavés                | 0        | 1             | -                                        | 2001               |
| Celtic                | 0        | 1             | -                                        | 2003               |
| Sporting Lisbona      | 0        | 1             | -                                        | 2005               |
| Middlesbrough         | 0        | 1             | -                                        | 2006               |
| Werder Brema          | 0        | 1             | -                                        | 2009               |
| Fulham                | 0        | 1             | -                                        | 2010               |
| Braga                 | 0        | 1             | -                                        | 2011               |
| Dnipro                | 0        | 1             | -                                        | 2015               |

### Edizioni vinte e secondi posti per nazione
| Nazione     | Vittorie | Finali perse | Squadre vincitrici                                                                                               | Finali perse |
| ----------- | -------- | ------------ | --- | --- |
| Spagna      | 14       | 5            | Siviglia (7), Atlético Madrid (3), Real Madrid (2), Valencia (1), Villarreal (1)                                 | Espanyol (2), Athletic Bilbao (2), Alavés (1)                                                                                        |
| Inghilterra | 10       | 9            | Liverpool (3), Tottenham (3), Chelsea (2), Ipswich Town (1), Manchester United (1)                               | Arsenal (2), Manchester United (2), Liverpool (1), Tottenham (1), Wolverhampton (1), Middlesbrough (1), Fulham (1)                   |
| Italia      | 10       | 8            | Inter (3), Juventus (3), Parma (2), Napoli (1), Atalanta (1)                                                     | Inter (2), Roma (2), Juventus (1), Fiorentina (1), Torino (1), Lazio (1)                                                             |
| Germania    | 7        | 9            | Borussia Mönchengladbach (2), Eintracht Francoforte (2), Bayer Leverkusen (1), Bayern Monaco (1), Schalke 04 (1) | Borussia Mönchengladbach (2), Borussia Dortmund (2), Amburgo (1), Colonia (1), Stoccarda (1), Werder Brema (1), Bayer Leverkusen (1) |
| Paesi Bassi | 4        | 3            | Feyenoord (2), PSV (1), Ajax (1)                                                                                 | Ajax (1), Twente (1), AZ Alkmaar (1)                                                                                                 |
| Portogallo  | 2        | 5            | Porto (2) | Benfica (3), Sporting Lisbona (1), Braga (1)                                                                                         |
| Svezia      | 2        | 0            | IFK Göteborg (2)                                                                                                 | |
| Russia      | 2        | 0            | CSKA Mosca (1), Zenit (1)                                                                                        | |
| Belgio      | 1        | 2            | Anderlecht (1)                                                                                                   | Anderlecht (1), Club Bruges (1) |
| Ucraina     | 1        | 1            | Šachtar (1) | Dnipro (1) |
| Turchia     | 1        | 0            | Galatasaray (1)                                                                                                  | |
| Francia     | 0        | 5            | | Olympique Marsiglia (3), Bastia (1), Bordeaux (1)                                                                                    |
| Scozia      | 0        | 4            | | Rangers (2), Dundee (1), Celtic (1)                                                                                                  |
| Jugoslavia  | 0        | 1            | | Stella Rossa (1) |
| Ungheria    | 0        | 1            | | Videoton (1) |
| Austria     | 0        | 1            | | Salisburgo (1) |

### Sedi delle finali in gara unica per nazione
| Nazione     | Numero finali | Stadi e anni |
| ----------- | ------------- | --- |
| Germania    | 4             | Dortmund - Westfalenstadion (2001) Amburgo - Imtech Arena (2010) Colonia - RheinEnergieStadion (2020) Francoforte sul Meno - Waldstadion (2027) |
| Paesi Bassi | 3             | Rotterdam - Stadion Feijenoord (2002) Eindhoven - Philips Stadion (2006) Amsterdam - Amsterdam ArenA (2013)                                     |
| Spagna      | 3             | Siviglia - Stadio de la Cartuja (2003) Siviglia - Stadio Ramón Sánchez-Pizjuán (2022) Bilbao - Stadio di San Mamés (2025)                       |
| Svezia      | 2             | Goteborg - Ullevi (2004) Solna - Friends Arena (2017)                                                                                           |
| Francia     | 2             | Parigi - Parco dei Principi (1998) Décines-Charpieu - Parc Olympique Lyonnais (2018)                                                            |
| Polonia     | 2             | Varsavia - Stadion Narodowy (2015) Danzica - Stadion Energa Gdańsk (2021)                                                                       |
| Irlanda     | 2             | Dublino - Aviva Stadium (2011, 2024) |
| Turchia     | 2             | Istanbul - Şükrü Saraçoğlu (2009) Istanbul - Vodafone Arena (2026)                                                                              |
| Russia      | 1             | Mosca - Stadio Lužniki (1999) |
| Danimarca   | 1             | Copenaghen - Parken Stadium (2000) |
| Portogallo  | 1             | Lisbona - Stadio José Alvalade (2005) |
| Scozia      | 1             | Glasgow - Hampden Park (2007) |
| Inghilterra | 1             | Manchester - City of Manchester Stadium (2008)                                                                                                  |
| Romania     | 1             | Bucarest - Arena Națională (2012) |
| Italia      | 1             | Torino - Juventus Stadium (2014) |
| Svizzera    | 1             | Basilea - St. Jacob-Park (2016) |
| Azerbaigian | 1             | Baku - Stadio Olimpico (2019) |
| Ungheria    | 1             | Budapest - Puskás Aréna (2023) |

### Finali con squadre della stessa nazione
Nella storia della Coppa UEFA/Europa League per undici volte le finaliste appartenevano alla stessa nazione:
- Inghilterra
  - nel 1971-1972: Wolverhampton e Tottenham.
  - nel 2018-2019: Chelsea e Arsenal, per la prima volta nella competizione si affrontano in finale due squadre della stessa città.
  - nel 2024-2025: Tottenham e Manchester Utd.
- Germania Ovest
  - nel 1979-1980: Borussia M'gladbach ed Eintracht Francoforte; altre due tedesche, il Bayern Monaco e lo Stoccarda, erano in semifinale.
- Italia
  - nel 1989-1990: Juventus e Fiorentina.
  - nel 1990-1991: Inter e Roma.
  - nel 1994-1995: Parma e Juventus.
  - nel 1997-1998: Lazio e Inter.
- Spagna
  - nel 2006-2007: Espanyol e Siviglia; una terza spagnola, l'Osasuna, era in semifinale.
  - nel 2011-2012: Atlético Madrid e Athletic Bilbao; una terza spagnola, il Valencia, era in semifinale.
- Portogallo
  - nel 2010-2011: Porto e Braga; una terza portoghese, il Benfica, era in semifinale.